# New Astronomy
New Astronomy (abrégé en New Astron.) est une revue scientifique à comité de lecture spécialisée dans les domaines de l'astronomie et de l'astrophysique.
D'après le Journal Citation Reports, le facteur d'impact de ce journal était de 1,675 en 2009. Actuellement, la direction éditoriale est assurée par un panel d'experts internationaux.